# فريدريك فيريس تومسون
فريدريك فيريس تومسون (بالإنجليزية: Frederick Ferris Thompson)‏ هو مصرفي أمريكي، ولد في 1836 في نيويورك في الولايات المتحدة، وتوفي في 1899.